# 탄탄대로 (강원교통방송)
박권의 탄탄대로는 TBN 강원교통방송(원주 FM 105.9MHz, 춘천 FM 103.7MHz, 강릉 FM 105.5MHz, 양양 FM 95.1MHz, 동해 FM 95.3MHz, 평창 FM 89.3MHz)에서 평일 밤 8시부터 9시 55분까지 방송되는 라디오 7080 가요, 8090 가요, 2000년대 가요, 2010년대 가요, 2020년대 가요 프로그램이다.

## 프로그램 소개
- 그 시절을 노래했던 유행가는 라디오 키즈들이 평생가져가는 선물이었다. 7080세대는 공감을, 90세대에는 힐링을 주는 소통의 공간을 마련해 지친 일상에 휴식을 선사할 수 있는 시간이 되고자 한다.

## 코너소개

### 매일 코너
- 수고했어요 오늘도... - 일기 형식의 글과 함께 오늘 하루를 되돌아보고 오늘을 정리해 보는 시간 .
- 느낌있는 오늘 - 예전 DJ형식을 빌어 오늘의 느낌과 어울리는 곡을 추천해 들어보는 시간.
- 라때는 말야 - 라때는 말야로 통용되던 그 시절의 추억과 음약을 통해 그때를 회상하며 미소지어 볼 수 있는 시간

## 월요일
- 박권의 반가운 歌謠 : 시계를 되돌려 추억의 가요와 그 가요가 히트해던 시절 이야기를 방송인 박권과 함께 이야기 해보는 시간.

## 화요일
- 주제있는 가요 : 한가지 주제로 여러곡의 가요와 함께 떠나보는 감성여행

## 수요일
- 이한의 가폐라 속으로 : 가페라 가수 이한이 노래하는 우리 가요

## 목요일
- 같은 노래 다른 느낌 : 매주 각기 다른 장르의 뮤지션들이 재 해석한 추억의 명곡(Live 코너)

## 금요일
- 송일봉 작가의 이런 곳, 이런 노래 : 송일봉 여행작가가 들려주는 노래와 함께 떠나는 여행지 소개